# Cilius Andersen
Cilius Johannes Konrad Andersen {født 10. marts 1865 i Odense, død 14. januar 1913 på Frederiksberg) var en dansk maler og raderer.
Cilius er udlært som malersvend i Odense. Han blev optaget på Kunstakademiet København 1884 med afgang i maj 1889 og deltog desuden i Zahrtmanns malerskole i perioden 1885-86. I tidsrummet 1894 til 1895 boede Cilius i Holckenhus, Vester Voldgade 90.3.
| - Værker af Cilius Andersen - En lille pige hilser på en hjemvendende høstarbejder, 1899 - Fortøjede joller, udateret - Sygebesøget, 1904 - Der var en kone på landet, 1906 |